# Katarzyna Lubomirska
Katarzyna z Lubomirskich Ostrogska (1582 -1612) – polska szlachcianka, właścicielka Prokocimia (w latach 1598–1612).
Jej ojcem był Sebastian Lubomirski (zm. 1613), a matką Anna Branicka z Ruszczy (zm. 1639). Katarzyna była siostrą wojewody krakowskiego i wielkiego marszałka koronnego Stanisława Lubomirskiego i Joachima Lubomirskiego, starosty dobczyckiego.
Siostrami jej były: Zofia Lubomirska (1585–1612) – od 1602 r. żona Mikołaja Oleśnickiego (1558–1629), kasztelana małopolskiego; Barbara Lubomirska – od 1611 żona Jana Zebrzydowskiego (zm. 1641), pułkownika wojsk koronnych; Krystyna Lubomirska (zm. 1645) – żona Stanisław Koniecpolskiego (zm. 1646), hetmana polnego koronnego.
Jej mężem został w 1597 r. wdowiec po Zuzannie Serediz (1566–1596), książę Janusz Ostrogski (1554–1620), syn Zofii Ostrogskiej (zd. Tarnowskiej), kasztelan krakowski od 1593, wojewoda wołyński, który po jej śmierci w 1612 r. poślubił Teofilę Tarło.
Została macochą dla córek Zuzanny: Eleonory (1582–1618) i Eufrozyny (po 1582–1628) Ostrogskich.
Pierwsza została żoną Hieronima Jazłowieckiego, wojewodową podolską i w 1609 r. żoną Jana Jerzego Radziwiłła (1588–1625), a druga żoną Aleksandra Zasławskiego – kasztelanową wołyńską.
Miała syna, którym był Janusz Ostrogski (1607–1618). Gdy umierała w 1611 r., syn jej miał cztery lata.
W 1620 r. mąż Janusz Ostrogski z powodu braku męskiego potomka, dobra swoje przekazał córce Eufrozynie, żonie Aleksandra Zasławskiego (innej linii rodu Ostrogskich - odtąd książęta Zasławscy - Ostrogscy).
Postać Katarzyny Lubomirskiej została uwidoczniona przez Jana Matejkę na rycinie w publikacji Ubiory w Polsce 1200–1795, 1576–1586, ryc. 51. Portret Katarzyny z Lubomirskich Ostrogskiej namalowany przez malarza anonimowego, z końca XVI w., znajduje się w Muzeum Narodowym w Warszawie.